# Trilió
En l'escala numèrica llarga que s'empra tradicionalment en català i en la majoria dels països de l'Europa Continental, un trilió equival a 1018, és a dir, un milió de bilions:
| {\displaystyle un\ trili{\acute {o}}=10^{18}=1\;000\;000\;000\;000\;000\;000\,} |

Tanmateix, no s'ha de traduir a l'anglès per trillion (especialment als Estats Units i en alguns altres països), ja que s'hi fa servir l'escala numèrica curta i el terme 'trilió' es refereix a una quantitat diferent: 1012.
En català mai no hi ha ambigüitat, tot i que sovint s'esdevenen erros en traduccions poc acurades de textos inicialment escrits en anglès estatunidenc. La traducció correcta a l'anglès estatunidenc de 'trilió' és quintillion.
En sentit invers, la traducció correcta del trillion estatunidenc al català és bilió, 1012.
Se'l representa en el Sistema internacional d'unitats amb el prefix Exa.

## Curiositats
- Un trilió és un nombre molt gran: l'edat de l'univers, per exemple, no supera el mig trilió de segons.